# Ana Paula Martins
Ana Paula Mecheiro de Almeida Martins Silvestre Correia (Bisáu, 4 de noviembre de 1965) es una farmacéutica y política portuguesa. Desde el 2 de abril de 2024 ejerce como ministra de Salud del XXIV Gobierno de Portugal.

## Biografía
Se licenció en Farmacia por la Universidad de Lisboa en 1990. Obtuvo su maestría en Epidemiología en la Facultad de Ciencias Médicas de la Universidad Nueva de Lisboa en 1995 y su doctorado en Farmacia Clínica en la Facultad de Farmacia de la Universidad de Lisboa en mayo de 2005.

## Trayectoria
Profesora adjunta en la Facultad de Farmacia de la Universidad de Lisboa, dirigió el Centro de Estudios Farmacológicos de la Asociación Nacional de Farmacia entre 1994 y 2006.
Entre 1989 y 1992 fue secretaria general de la Orden de Farmacéuticos. Entre 2016 y 2022, ejerció como presidenta del Colegio de Farmacéuticos de Portugal. Entre diciembre de 2022 y enero de 2024 fue directora del Hospital Santa María de Lisboa. 

## Política
De diciembre de 2021 a mayo de 2022 fue vicepresidente del PSD, bajo el liderazgo de Rui Rio. En enero de 2024, fue la candidata número tres por Lisboa del PSD para las elecciones legislativas de 2024, tras Luís Montenegro y Joaquim Miranda Sarmento.